# 日立中央インターチェンジ
日立中央インターチェンジ（ひたちちゅうおうインターチェンジ）は、茨城県日立市助川町にある、常磐自動車道のインターチェンジ（開発インターチェンジ）。

## 概要
日立中央PAと併設されており、日立市の交通の事情から急遽追加されたインターチェンジである。当ICは日立有料道路（普通自動車で通行料100円）のみと連絡しており、出口では常磐道の通行料金と日立有料道路の通行料金を合算した金額を清算し、入口では日立有料道路の通行料金と引き換えに常磐道の通行券を受け取る。このため、入口は自動発券ではなく有人ゲートとなっている。
日立中央ICから流入する場合は日立中央PAを利用できないが、本線より日立中央PAを利用してから日立中央ICへの流出は可能である。

## 歴史
- 1993年（平成5年）10月20日：当ICの供用を開始。同時に当ICに接続する日立有料道路（茨城県道66号日立中央インター線）が開通[2]。

## 周辺
- かみね公園・かみね動物園
- 浜の宮公園
- 日立市役所
- 日立駅（JR東日本・常磐線）
- 日鉱記念館（日立鉱山跡地）
- ヤマダ電機テックランド日立店

## 道路
- E6 常磐自動車道（11-1番）

## 接続する道路
- 直接接続
  - 日立有料道路（茨城県道66号日立中央インター線）

- 間接接続
  - 茨城県道36号日立山方線
  - 国道6号

## 料金所
- ブース数：6

### 入口
- ブース数：2　
  - ETC専用：1　
  - 一般：1

### 出口
- ブース数：4　
  - ETC専用：1　
  - 一般：3

## 隣
E6 常磐自動車道
(11)日立南太田IC - (11-1)日立中央IC/PA - (12)日立北IC